# Roman Dmowski (urzędnik)
Roman Janusz Dmowski (ur. 3 października 1969 w Gdańsku) – polski informatyk, urzędnik państwowy, w latach 2012–2013 podsekretarz stanu w Ministerstwie Spraw Wewnętrznych, w latach 2013–2015 podsekretarz stanu w Ministerstwie Administracji i Cyfryzacji.

## Życiorys
Absolwent Politechniki Gdańskiej na kierunku telekomunikacja. Do 2008 pracował jako zastępca głównego inżyniera Radia Gdańsk. W latach 2008–2012 był dyrektorem Pionu do spraw Informatyki i Telekomunikacji w Centrum Usług Wspólnych w Kancelarii Prezesa Rady Ministrów. W styczniu 2012 został powołany na stanowisko podsekretarza stanu w Ministerstwie Spraw Wewnętrznych. Zakończył urzędowanie w marcu 2013. W lipcu tego samego roku został zatrudniony na stanowisku doradcy ministra w gabinecie politycznym Ministerstwa Administracji i Cyfryzacji. We wrześniu 2013 został powołany na stanowisko podsekretarza stanu w tym resorcie; zajmował je do lipca 2015.